# Agua Fría, Atotonilco el Alto
Agua Fría är en ort i Mexiko.   Den ligger i kommunen Atotonilco el Alto och delstaten Jalisco, i den centrala delen av landet, 400 km väster om huvudstaden Mexico City. Agua Fría ligger 1 976 meter över havet och antalet invånare är 158.
Terrängen runt Agua Fría är kuperad söderut, men norrut är den platt. Agua Fría ligger uppe på en höjd. Runt Agua Fría är det ganska tätbefolkat, med 108 invånare per kvadratkilometer. Närmaste större samhälle är Atotonilco el Alto, 6,5 km sydost om Agua Fría. I omgivningarna runt Agua Fría växer huvudsakligen savannskog.